# Baby Records
Baby Records, aussi appelé BR, est un label discographique italien spécialisé dans les genres musicaux pop et Italo disco, fondé en 1974 et fermé 20 ans plus tard en 1994.

## Histoire

### Premières étapes
Baby Records a été fondé en 1974 à Milan par le discographe Federico « Freddy » Naggiar ; son siège se trouvait à l'époque sur la Piazza della Repubblica, avant d'être transféré sur la Via Timavo. Au départ, Naggiar a signé un contrat de distribution avec le label Yep, qui avait déjà remporté un succès au hit-parade en 1975 avec Tornerò de Santo California.
C'est en 1982 que le courant dit Italo disco est inauguré avec succès avec la sortie du single Masterpiece de Gazebo. Initialement publié par le label romain indépendant Best Records de Claudio Casalini, il a ensuite été réédité par Baby Records, ce qui a permis à la chanson d'atteindre une grande notoriété. Toujours sous la direction de Naggiar, Gazebo sort durant l'été 1983 le single I Like Chopin, créé en collaboration avec l'équipe de la maison de disques. La chanson, écrite par Pierluigi Giombini et Gazebo lui-même, est restée en tête des hit-parades européens pendant des semaines et s'est également fait connaître au Japon et aux États-Unis, devenant le plus grand succès de Gazebo, ainsi que l'un des disques les plus vendus du label et le deuxième single le plus vendu en Italie en 1983 (précédé par Flashdance... What a Feeling d'Irene Cara). L'étape suivante a été la sortie du premier album éponyme, qui a atteint la sixième place du hit-parade italien, et dont a été extrait un autre 45 tours classé au hit-parade, Lunatic. Il est suivi en 1984 d'un second 33 tours intitulé Telephone Mama, qui rencontre moins de succès auprès du public.
Un autre visage du label Italo disco Baby Records fut Den Harrow, de son vrai nom Stefano Zandri, qui connut un excellent succès commercial, surtout à l'étranger, avec divers hits tels que Future Brain et Bad Boy, tous deux enregistrés en 1985. La particularité associée au Harrow Project était que Zandri ne le représentait que physiquement, tandis que les voix appartenaient à l'Américain Tom Hooker, qui a également enregistré sous son propre nom et avec son propre visage et a réussi à entrer dans les charts avec Looking for Love.

### Productions instrumentales
C'est en 1980 que débute la saga de Rondò Veneziano, un ensemble musical né d'une idée de Freddy Naggiar et du compositeur Gian Piero Reverberi. Le projet prévoyait initialement un produit instrumental italien, dans la lignée des chansons d'Angelo Branduardi, comme alternative aux productions internationales de Stephen Schlaks, conçu quelques années plus tôt par le label. Pour Reverberi, la ballade, sans texte d'accompagnement, semble répétitive. Il entreprend donc de créer un style entièrement nouveau qui fusionne la tradition instrumentale baroque italienne et la musique pop. C'est ainsi qu'il réunit neuf musiciens jouant en habits du XVIIIe siècle, un gimmick commercial à fort impact qui fut également soutenu par les diffusions télévisées continues de leur premier morceau Rondò veneziano. En effet, le morceau a été choisi par Silvio Berlusconi, sur les conseils de Naggiar, comme générique d'ouverture et de fermeture des programmes de la toute jeune Canale 5, diffusés six fois par jour, suscitant ainsi la curiosité des auditeurs. Le premier 33 tours éponyme Rondò veneziano, nom dérivé de la chanson et donné par la suite au projet, est publié. Il atteint la troisième place du hit-parade et est, entre autres, le dixième album le plus vendu de l'année en Italie. D'autres albums qui ont établi leur popularité ont suivi : La Serenissima en 1981, Odissea veneziana en 1984, et Casanova en 1985. La compilation-remix Venezia 2000 de 1983 a été très achetée, également en Europe,.

### Productions pop

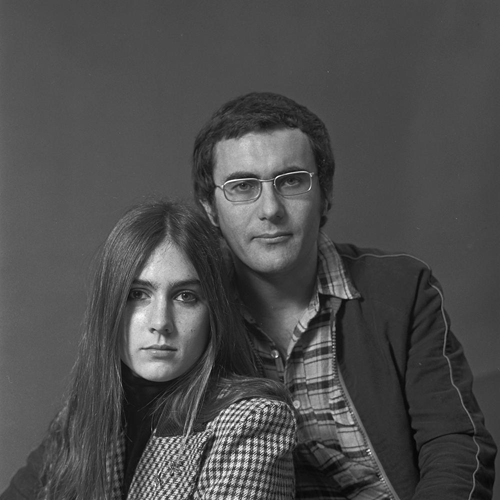
Al Bano et Romina Power sur une photo des années 1970.

BR a également réussi à relancer des chanteurs dont la carrière était en crise depuis un certain temps. C'est le cas de Ricchi e Poveri et d'Al Bano, en perte de vitesse depuis quelques années. 
Le premier, issu de Fonit Cetra, atterrit sur le label de Naggiar en 1980, année où il sort l'album La Stagione dell'amore, composé de chansons écrites principalement par Cristiano Minellono et Toto Cutugno. Le 33 tours, composé de sons dance, une nouveauté pour le quatuor génois, et en même temps l'utilisation de la polyphonie, réussit à obtenir une certaine visibilité en Espagne. Mais cela ne suffit pas pour revenir sur le devant de la scène, et un changement plus radical s'impose. L'année suivante, Pupo, Dario Farina et Daniele Pace composent pour le groupe Sarà perché ti amo, une chanson dance au refrain immédiat que les Ricchi e Poveri, restés entre-temps au nombre de trois, proposent à Sanremo. Ils se classent cinquièmes, mais la chanson s'envole en tête des classements italien, français et espagnol (avec la version linguistique correspondante Sera porque te amo), et se répand avec des résultats surprenants dans le reste de l'Europe. À la fin de 1981, c'est la chanson italienne la plus vendue de l'année en Italie et en France. Ce succès est suivi par d'autres qui atteignent les sommets des hit-parades : M'innamoro di te, Come vorrei, Piccolo amore et Cosa sei, ainsi que par Made in Italy, qui devient leur carte de visite à l'étranger. Les différents albums qu'ils ont enregistrés, E penso a te en 1981, Mamma Maria en 1982 et Voulez vous danser en 1983, se sont également bien vendus,,.
Quant à Al Bano, Freddy Naggiar a eu l'intuition de le réunir avec sa femme Romina Power sur le plan musical, ce qui ne s'était produit qu'à quelques reprises dans la seconde moitié des années 1970. Leur premier single, Sharazan (une chanson qu'ils avaient déjà interprétée en 1980 sous le nom de Zachar Orchestra), sort en 1981 et connaît immédiatement un succès commercial en Italie et en Europe, mais c'est avec leur single suivant, Felicità, qu'ils atteignent la première place des hit-parades en 1982. Cette chanson est emmenée à Sanremo, où elle atteint la deuxième marche du podium. À la même époque sort Il ballo del qua qua, une chanson pour enfants interprétée uniquement par Romina, qui s'avère être l'une des chansons les plus achetées de l'année en Italie. Les deux chansons sont incluses dans l'album Aria pura.
Baby Records est également récompensé deux fois au Festival de Sanremo : à l'édition de 1984 avec Ci sarà de Romina Power et Al Bano, qui est également premier au hit-parade, et de 1985 avec Se m'innamoro de Ricchi e Poveri, classé sixième au hit parade.

### Dernière décennie
En 1983, Baby Records publie le premier volume des compilations Mixage, qui rassemble les succès du disco « made in Italy », et Bimbomix, dont les chansons s'adressent à un public plus jeune. Ces deux compilations ont été produites tout au long des années 1980 avec des résultats retentissants, à tel point qu'à la fin de chaque année, elles figuraient dans le classement des meilleures ventes d'albums en Italie.
Baby Records entre sur la pointe des pieds dans le marché des CD onéreux. Pour la première fois, la production est externe et confiée à PolyGram. À la fin de la décennie, certains artistes, comme Ricchi e Poveri et Al Bano et Romina Power, quittent le label, tandis que les grands noms de l'Italo disco commencent à perdre de leur éclat ; en outre, en Italie, la production du genre devient de moins en moins rentable, au point que la société trouve de nouveaux intérêts, en se consacrant aux productions télévisées et aux coproductions internationales. En 1990, Naggiar a vendu tout son catalogue à BMG (successeur de RCA Italiana). Il n'y a pas eu de nouvelles productions jusqu'en 1994, date à laquelle Baby Records a cessé d'exister, remplacé par Baby Records International pour les productions futures.